# Кода, Куми
Кумико Кода (яп. 神田來未子; 13 ноября 1982, Киото, Япония), известная как Куми Кода (яп. 倖田來未) — японская поп-певица.

## Биография
С 3 лет по желанию своих родителей Кумико стала заниматься японскими традиционными танцами, а в 18 лет отбросила от своего имени женственный суффикс -ко- и дебютировала в качестве поп-исполнителя. Дебютный сингл певицы (известной в США как «Koda») «TAKE BACK» в 2001 году занял 18-е место в хит-параде Hot Dance Music/Maxi-Singles Sales американского журнала Billboard. Её следующий сингл, «TRUST YOUR LOVE», занял 39 место по продажам и 1 место в Billboard’s Hot Dance Music/Maxi-Singles chart.
Она сотрудничала с BоA над «THE MEANING OF PEACE», а 11 сентября был выпущен диск, спродюсированный Тэцуей Комуро, одним из наиболее успешным производителем дисков Японии. Её первый альбом AFFECTION был спродюсирован Максом Мацуурой 27 марта 2002 года. Его расширенная версия содержит ремиксы Хекса Гектора на песню «Trust Your Love» и Джонатана Питерса на «TAKE BACK». С получением популярности Кода начала плодотворное сотрудничество со Squaresoft, пела песни «1000 no Kotoba» и «real Emotion» для Final Fantasy X-2, для которой также записала танцевальные движения и озвучила персонаж Ленне.
Также работала моделью для японского отделения Christian Dior.
Первая в истории Японии певица, у которой в чарте Oricon одновременно было три сингла, и продавшая больше всего копий альбома за 1 неделю (930000) со времён Хикару Утады и её Single Collection Vol. 1.
Установила рекорд со своим первым концертным DVD secret ~First Class Limited Live~, который продержался в чарте Oricon 7 недель. После выхода альбома Black Cherry (2006) стала первой певицей, чей альбом продержался в чарте на первом месте четыре недели подряд, после Аюми Хамасаки с её альбомом Duty, выпущенным ещё в 2000 году. Самый продаваемый музыкальный исполнитель 2006 года по версии Oricon с доходом на сумму 12 702 200 000 иен.

## Личная жизнь
22 декабря 2011 года, будучи беременной, вышла замуж за Kenji03, вокалиста японской группы Back-On, сын родился 15 июля 2012 года.

## Дискография

### Синглы
1. TAKE BACK (6 декабря 2000) — #59
2. Trust Your Love (3 мая 2001) — #18
3. COLOR OF SOUL (3 октября 2001) — #29
4. So Into You (13 марта 2002) — #50
5. love across the ocean (24 июля 2002) — #19
6. m·a·z·e (11 декабря 2002) — #25
7. real Emotion / 1000 но Котоба (яп. 1000の言葉) (5 марта 2003) — #3
8. COME WITH ME (27 августа 2003) — #14
9. Gentle Words (10 декабря 2003) — #15
10. Crazy 4 U (15 января 2004) — #12
11. LOVE & HONEY (26 мая 2004) — #4
12. Chase (28 июля 2004) — #18
13. Кисэки (яп. 奇跡) (8 сентября 2004) — #7
14. hands (19 января 2005) — #7
15. Hot Stuff feat. KM-MARKIT (13 апреля 2005) — #10
16. Butterfly (22 июня 2005) — #2
17. flower (10 августа 2005) — #4
18. Promise / Star (7 сентября 2005) — #4
19. you (7 декабря 2005) — #1
20. Birthday Eve (14 декабря 2005) — #6
21. D.D.D. feat. SOULHEAD (21 декабря 2005) — #5
22. Shake It Up (28 декабря 2005) — #6
23. Lies (4 января 2006) — #7
24. feel (11 января 2006) — #1
25. Candy feat. Mr. Blistah (18 января 2006) — #3
26. No Regret (25 января 2006) — #4
27. Имасугу Хосии (яп. 今すぐ欲しい) (1 февраля 2006) — #5
28. KAMEN feat. Tatsuya Ishii (8 февраля 2006) — #3
29. WIND (15 февраля 2006) — #3
30. Someday / Boys♥Girls (22 февраля 2006) — #3
31. Get It On (Single Virtual), (1 марта 2006)
32. Кои но Цубоми (яп. 恋のつぼみ) (24 мая 2006) — #2
33. 4 hot wave (人魚姫 / I’ll be there / JUICY / With your smile) (26 июля 2006) — #2
34. Юмэ но Ута (яп. 夢のうた) / Футаридэ (яп. ふたりで…) (18 октября 2006) — #1
35. Cherry Girl / Унмэи (яп. 運命) (6 декабря 2006) — #3
36. BUT / 愛証 (14 марта, 2007)
37. FREAKY (FREAKY / 空 / Run For Your Life / girls) (27 июля, 2007)
38. Аи но Ута (яп. 愛のうた, 12 сентября, 2007)
39. LAST ANGEL feat Tohoshinki (7 ноября, 2007)
40. anytime (23 января, 2008)
41. MOON (Moon Crying / That ain’t cool feat. Fergie / Once Again / Lady Go!) (11 июня, 2008)
42. Stay with Me (24 декабря, 2008)
43. It’s all LOVE! (KODA KUMI × misono) (2009)
44. 3 SPLASH (Lick me♡ / ECSTACY / 走れ!) (2009)
45. Alive / Physical thing (2009)
46. Can We Go Back (2010)
47. Gossip Candy (Lollipop / Inside Fishbowl / Outside Fishbowl / For You / Got to be real) (2010)
48. 好きで、好きで、好きで。 / あなただけが / walk 〜to the future〜 (2010)
49. POP DIVA (2011)
50. 4 TIMES (Poppin' love cocktail feat.TEEDA / IN THE AIR / VIP feat. T-PAIN / KO-SO-KO-SO) (2011)
51. 愛を止めないで (2011)
52. Love Me Back (2011)
53. Go to the top (2012)
54. 恋しくて (2012)
55. Summer Trip (LALALALALA / IS THIS TRAP? / Touch Down) (2013)
56. Dreaming Now! (2013)
57. HOTEL (HOTEL / MONEY IN MY BAG / TURN AROUND) (2014)
58. Dance In The Rain (2014)
59. Shhhh! / 君想い (2016)

### Цифровые синглы
1. Get It On (2006)
2. Go Way (2006)
3. Venus (2007)
4. Hey Baby (2010)
5. Melting (2010)
6. You are not alone (2011)
7. Boom Boom Boys (2012)
8. ピンクスパイダー (Pink Spider) / ラブリー (Lovely) / Shake Hip! (2013)
9. SHOW ME YOUR HOLLA (2014)
10. Dance In The Rain (2014)
11. Walk of my Life (2015)
12. Ultlaviolet / On my way (2017)
13. 喜びのかけら / Wicked Girl (2017)

### Альбомы
Студийные
1. affection (27 марта 2002) — #12
2. grow into one (19 марта 2003) — #9
3. feel my mind (18 февраля 2004) — #7
4. secret (9 февраля 2005) — #3
5. Black Cherry (20 декабря 2006) — #1
6. Kingdom (30 января 2008) — #1
7. Trick (28 января 2009) — #1
8. Universe (2010)
9. Dejavu (2011)
10. Japonesque (2012)
11. Bon voyage (2014)
12. Walk of my life (2015)
13. W face 〜inside〜 (2017)
14. W fece 〜outside〜 (2017)

Компиляции
1. BEST ～first things～ (21 сентября 2005) — #1
2. BEST ～second session～ (8 марта 2006) — #1
3. BEST 〜BOUNCE & LOVERS〜 (14 марта 2007) — #2
4. Out Works & Collaboration Best (25 марта 2009) — #7
5. BEST 〜third universe〜 (2010)
6. Summer of Love : Summer Songs Selection (2015)
7. Winter of Love : Ballad Songs Selection (2016)

Ремикс
1. Driving Hits (2009)
2. Driving Hits 2 (2010)
3. Driving Hits 3 (2011)
4. Driving Hits 4 (2012)
5. Beach Mix (2012)
6. Driving Hits 5 (2013)
7. Driving Hits 6 (2014)
8. Driving Hits 7 (2017)

Другие
1. Take back (English Version / Club Remixes) (Release : US, EU : 2000)
2. Trust your love (English Version / Club Remixes) (Release : US, EU : 2001)
3. Fever 〜LEGEND LIVE〜 (2014)